# کوتن (ناحیه)
کوتن (به آلمانی: Landkreis Köthen) یک ناحیه در آلمان است که در زاکسن-آنهالت واقع شده‌است. کوتن ۶۵٬۰۹۶ نفر جمعیت دارد.